# Хау, Уильям
Уильям Хау или Хоу (англ. William Howe; 10 августа 1729 — 12 июля 1814, Плимут, королевство Великобритания) — 5-й виконт Хау (1799 год), английский государственный и военный деятель, полный генерал (1793 год), брат адмирала Ричарда Хау.

## Биография
В 1744—1746 годах — Почётный королевский паж.
В 1746 году Хау купил чин корнета и поступил на военную службу в Драгунский полк герцога Камберлендского. В  1746—1748 годах, во время войны за австрийское наследство, служил во Фландрии. После войны перешёл на службу в 20-й пехотный полк. В 1750—1752 годах командовал 48-м пехотным полком.
С началом Семилетней войны, в феврале 1757 года, получил чин полковника и назначен командиром 58-го пехотного полка. Служил в Северной Америке. Участвовал в осаде Луисбурга (1758 год) и битве на полях Авраама (1759 год). Вернувшись в Европу, в 1761 году участвовал во взятии Бель-Иля. Затем был отправлен в Вест-Индию и в 1762 году участвовал во осаде Гаваны.

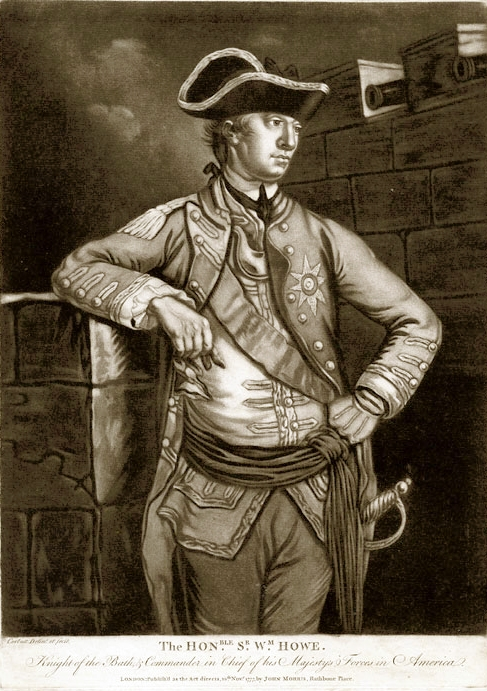
Уильям Хау

В 1758—1780 годах — депутат Парламента от округа Ноттингем.
В 1764—1775 годах — командир 46-го пехотного полка. В 1772 году произведён в генерал-майоры.
Во время североамериканской войны за независимость Хау, после победы при Банкер-Хилле (1775 год), был произведён в генерал-лейтенанты и назначен главнокомандующим английскими войсками. Вынужденный отдать противникам Бостон, отступил к Галифаксу. В 1776 году разбил американцев в битве при Лонг-Айленде, но не мог помешать им отступить к Нью-Йорку. Джордж Вашингтон, избегая решительного сражения, отступил за реку Делавэр. В 1777 году, после победы при Брендивайне, Хау занял Филадельфию, где укрепился и оставался в бездействии до мая 1778 года. Британское правительство, обвиняя его в том, что он не воспользовался своим выгодным положением и не уничтожил армию Вашингтона, 20 мая 1778 года сменило его генералом Клинтоном. 25 мая Хау отплыл в Англию, куда прибыл в июле. В мае 1779 года Парламент начал расследование деятельности Хау в Северной Америке, которое завершилось 29 июня безрезультатно.
После возвращения из Америки, до 1786 года, был полковником (почётным командиром) 23-го пехотного полка.
В 1782—1804 годах — генерал-лейтенант артиллерии в Артиллерийском депо.
В 1786—1814 годах — полковник 19-го драгунского полка.
С началом войны с Францией,  в 1793 году произведён в полные генералы и до 1795 года командовал войсками на севере Великобритании.
В 1795—1808 годах — командир гарнизона в Берик-апон-Туид.
В 1808—1814 годах — командир гарнизона в Плимуте.